# Saint-Pierre-Roche
Saint-Pierre-Roche è un comune francese di 422 abitanti situato nel dipartimento del Puy-de-Dôme nella regione dell'Alvernia-Rodano-Alpi.

## Società

### Evoluzione demografica
Abitanti censiti